# 強壯薩氏鯡
強壯薩氏鯡為輻鰭魚綱鲱形目鲱科的其中一種，分布於非洲馬達加斯加的淡水流域，體長可達4.7公分，棲息在流動快速的溪流、水塘，生活習性不明。

## 擴展閱讀
維基物種上的相關：強壯薩氏鯡